# المسجد النبوي (قزوين)
المسجد النبوي قزوين هو مسجد شهير في قزوين. تبلغ مساحة المسجد حوالي 14000 متر مربع. وتحمل نقوشًا تشير إلى أن فتح علي شاه من القاجاريون كان مؤسس المسجد. ومع ذلك، تشير مصادر أخرى إلى أن المسجد موجود منذ العصر الدولة الصفوية. ويعتقد الآن أن المهندس المعماري للهيكل كان الأستاذ ميرزا شيرازي، با تاریخ ایجاد 1787. هذا المسجد المجيد المعروف أيضا باسم المسجد النبي، المسجد سلطاني أو المسجد شاه.

## معرض الصور

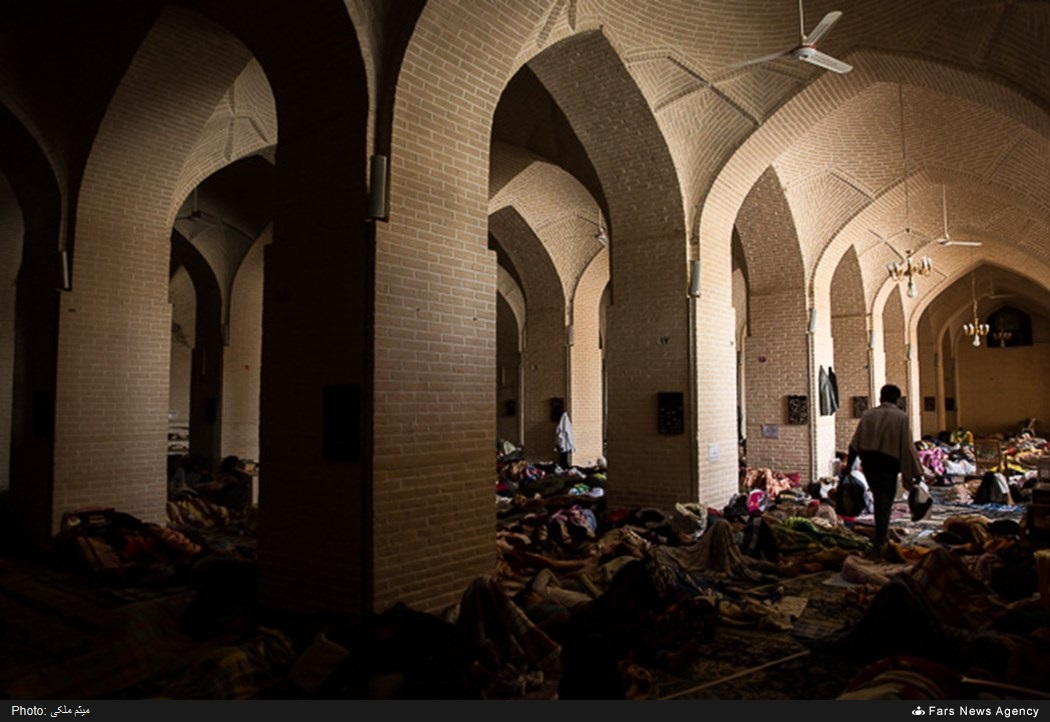
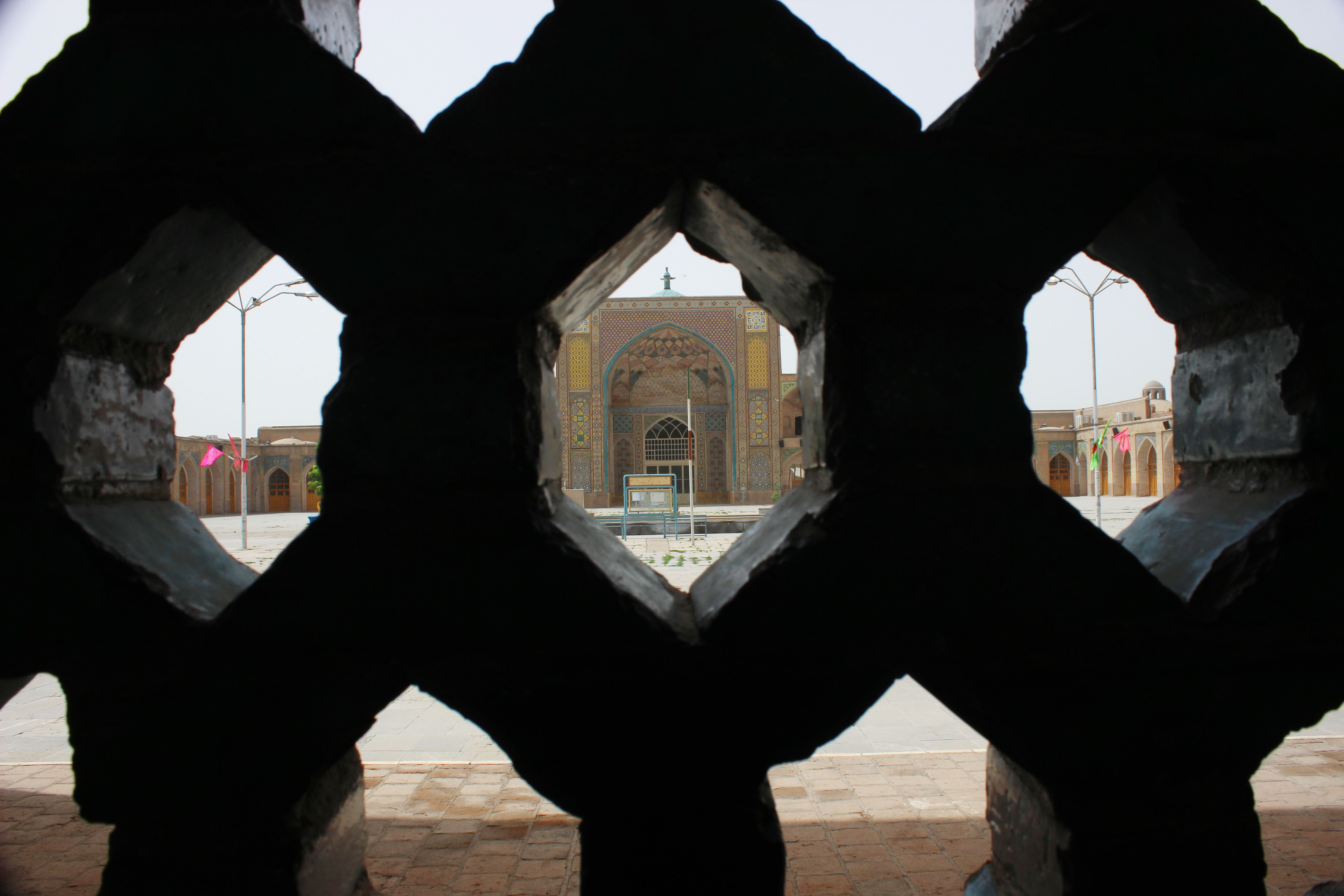
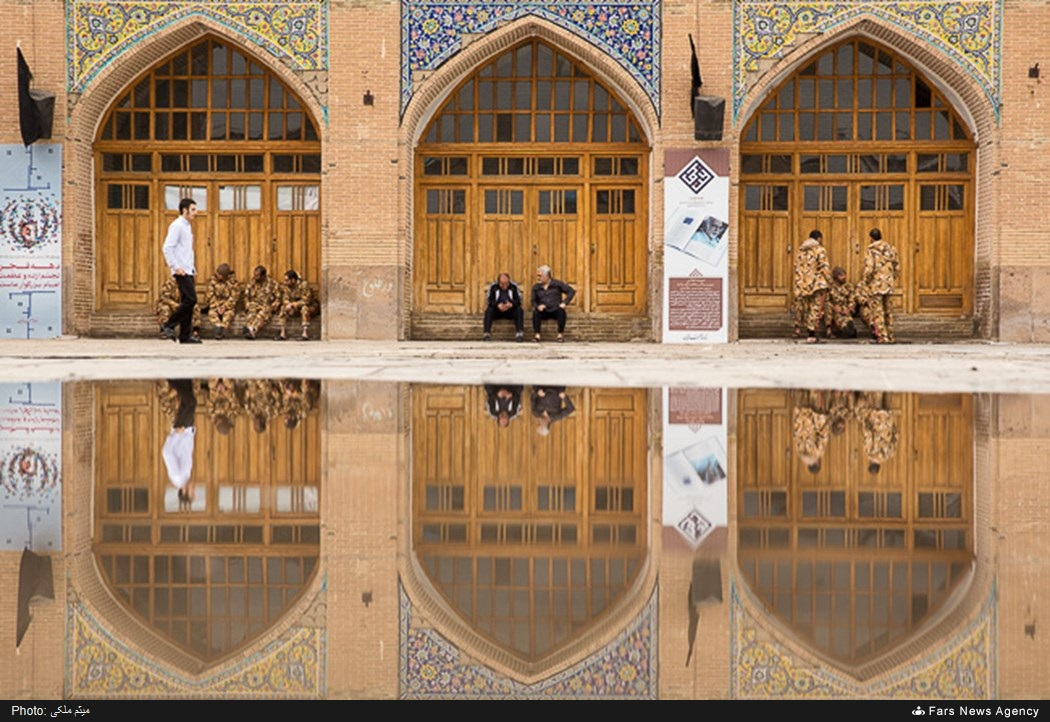
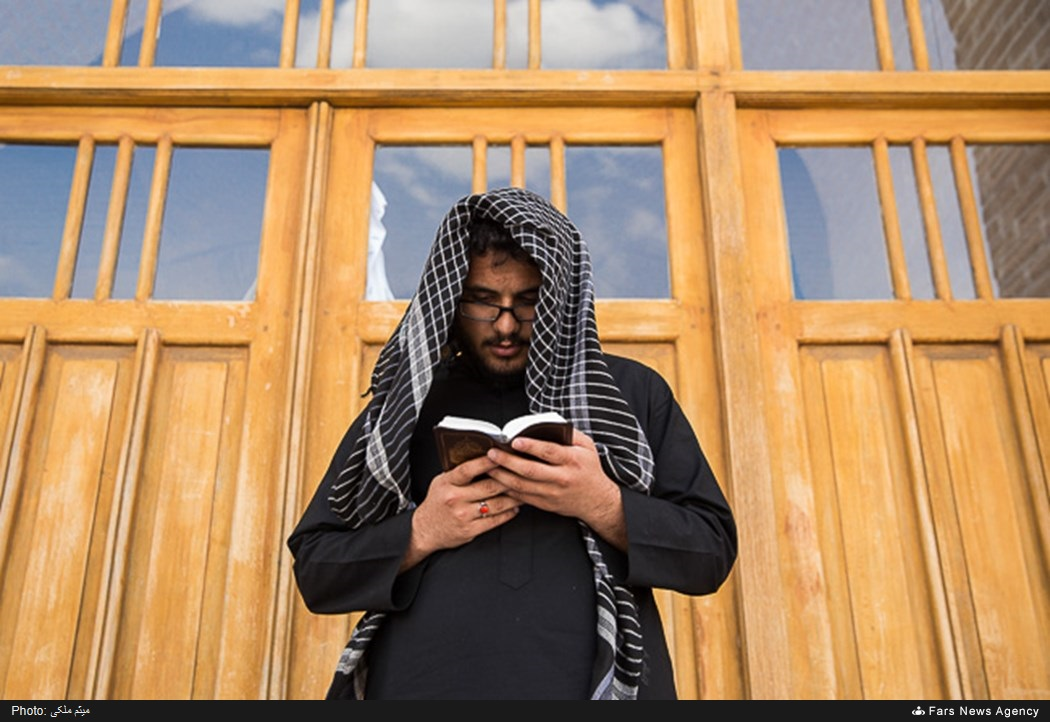